# すずめ (猫)
すずめは猫の固有名。「日本でいちばん有名な保護猫インスタグラマー」として知られる。2022年にはフォトブック『すずめのすすめ』が刊行された。

## 概要
2015年に他の兄弟猫と一緒に捨てられていたところを救われて保護猫となり、飼い主家族の元へと迎えられる。名前は、テレビアニメ『クレヨンしんちゃん』で主人公しんのすけが拾ってきたヒヨコに「すずめ」と名付けて可愛がる話から採られている。
飼い主がInstagramにすずめの写真を掲載したところ、すずめの可愛らしい表情や仕草が人気となった。Instagramアカウントのフォロワーは83万人を超える（2022年時点）。
アメーバブログ『猫のすずめちゃん』は「猫との生活ジャンル」で1位を獲得し、アメブロ公式トップブロガーとなっている。
2017年にはLINEスタンプ「猫の『すずめちゃん』にゃり!」の配信が開始された。
2019年に放映されたテレビアニメ『同居人はひざ、時々、頭のうえ。』では応援隊長を務めた。
2022年には弟分の「うなぎ」と共に韓国ブランドLUVISTRUEとコラボレーションしたオリジナルアイテムの販売を行った。

## 特徴
外見
キジ白模様。
普段から口が開いている。
性別
オス
性格
基本的にはおっとりだが、イタズラが好き。
普段はクールにしているが、甘えん坊でもある。
好きな物
ウエット系のご飯、おやつ、綿棒、ヘアゴム、造花、コタツの中など。
苦手な物
シャンプー、掃除機、歯磨き。

## 書籍
- 『幸運を招く猫「すずめちゃん」が贈る 毎日がハッピーになる31のメッセージ』（2018年、角川書店、ISBN 978-4046024145）
- 『すずめのすすめ』（2022年、主婦の友社、ISBN 978-4074503292）